# プレミアリーグ・ゴールデンブーツ
プレミアリーグ・ゴールデンブーツ（Premier League Golden Boot）は、プレミアリーグにおける表彰であり、同リーグで最も多くの得点を達成した選手に贈られる。

## 概要
リーグ創設初年度の1993年から表彰が始まっており、2年目（1993-94シーズン）からは下記の冠スポンサーによる表彰となっている（表彰年基準）。
- 1994年-2001年：Carling Golden Boot（カーリング・ブルワリー（英語版））
- 2002年-2004年：Barclaycard Golden Boot（バークレイカード（英語版））
- 2005年-2016年：Barclays Golden Boot（バークレイズ）
- 2017年-2020年：Cadbury Golden Boot（キャドバリー）
- 2021年-2022年：Coca-Cola Zero Sugar Golden Boot（ザ コカ・コーラ カンパニー）
- 2023年-：Castrol Golden Boot（カストロール）

シーズン最多得点者が複数名いる場合はその全員が表彰対象となり、過去に5回ある。

## 歴代受賞者
| シーズン | 選手                                   | 国籍                 | クラブ                       | 得点 |
| -------- | -------------------------------------- | -------------------- | ---------------------------- | ---- |
| 1992-93  | テディ・シェリンガム                   | イングランド         | トッテナム・ホットスパー     | 22   |
| 1993-94  | アンディ・コール                       | イングランド         | ニューカッスル・ユナイテッド | 34   |
| 1994-95  | アラン・シアラー                       | イングランド         | ブラックバーン・ローヴァーズ | 34   |
| 1995-96  | アラン・シアラー (2)                   | イングランド         | ブラックバーン・ローヴァーズ | 31   |
| 1996-97  | アラン・シアラー (3)                   | イングランド         | ニューカッスル・ユナイテッド | 25   |
| 1997-98  | ディオン・ダブリン                     | イングランド         | コヴェントリー・シティ       | 18   |
| 1997-98  | クリス・サットン                       | イングランド         | ブラックバーン・ローヴァーズ | 18   |
| 1997-98  | マイケル・オーウェン                   | イングランド         | リヴァプール                 | 18   |
| 1998-99  | マイケル・オーウェン (2)               | イングランド         | リヴァプール                 | 18   |
| 1998-99  | ジミー・フロイド・ハッセルバインク     | オランダ             | リーズ・ユナイテッド         | 18   |
| 1998-99  | ドワイト・ヨーク                       | トリニダード・トバゴ | マンチェスター・ユナイテッド | 18   |
| 1999-00  | ケヴィン・フィリップス                 | イングランド         | サンダーランド               | 30   |
| 2000-01  | ジミー・フロイド・ハッセルバインク (2) | オランダ             | チェルシー                   | 23   |
| 2001-02  | ティエリ・アンリ                       | フランス             | アーセナル                   | 24   |
| 2002-03  | ルート・ファン・ニステルローイ         | オランダ             | マンチェスター・ユナイテッド | 25   |
| 2003-04  | ティエリ・アンリ (2)                   | フランス             | アーセナル                   | 30   |
| 2004-05  | ティエリ・アンリ (3)                   | フランス             | アーセナル                   | 25   |
| 2005-06  | ティエリ・アンリ (4)                   | フランス             | アーセナル                   | 27   |
| 2006-07  | ディディエ・ドログバ                   | コートジボワール     | チェルシー                   | 20   |
| 2007-08  | クリスティアーノ・ロナウド             | ポルトガル           | マンチェスター・ユナイテッド | 31   |
| 2008-09  | ニコラ・アネルカ                       | フランス             | チェルシー                   | 19   |
| 2009-10  | ディディエ・ドログバ (2)               | コートジボワール     | チェルシー                   | 29   |
| 2010-11  | ディミタール・ベルバトフ               | ブルガリア           | マンチェスター・ユナイテッド | 20   |
| 2010-11  | カルロス・テベス                       | アルゼンチン         | マンチェスター・シティ       | 20   |
| 2011-12  | ロビン・ファン・ペルシ                 | オランダ             | アーセナル                   | 30   |
| 2012-13  | ロビン・ファン・ペルシ (2)             | オランダ             | マンチェスター・ユナイテッド | 26   |
| 2013-14  | ルイス・スアレス                       | ウルグアイ           | リヴァプール                 | 31   |
| 2014-15  | セルヒオ・アグエロ                     | アルゼンチン         | マンチェスター・シティ       | 26   |
| 2015-16  | ハリー・ケイン                         | イングランド         | トッテナム・ホットスパー     | 25   |
| 2016-17  | ハリー・ケイン (2)                     | イングランド         | トッテナム・ホットスパー     | 29   |
| 2017-18  | モハメド・サラー                       | エジプト             | リヴァプール                 | 32   |
| 2018-19  | ピエール＝エメリク・オーバメヤン       | ガボン               | アーセナル                   | 22   |
| 2018-19  | サディオ・マネ                         | セネガル             | リヴァプール                 | 22   |
| 2018-19  | モハメド・サラー (2)                   | エジプト             | リヴァプール                 | 22   |
| 2019-20  | ジェイミー・ヴァーディ                 | イングランド         | レスター・シティ             | 23   |
| 2020-21  | ハリー・ケイン (3)                     | イングランド         | トッテナム・ホットスパー     | 23   |
| 2021-22  | モハメド・サラー (3)                   | エジプト             | リヴァプール                 | 23   |
| 2021-22  | ソン・フンミン                         | 韓国                 | トッテナム・ホットスパー     | 23   |
| 2022-23  | アーリング・ハーランド                 | ノルウェー           | マンチェスター・シティ       | 36   |
| 2023-24  | アーリング・ハーランド (2)             | ノルウェー           | マンチェスター・シティ       | 27   |
| 2024-25  | モハメド・サラー (4)                   | エジプト             | リヴァプール                 | 29   |

## 選手別受賞回数
2024-25シーズン終了時点
| 選手                               | 国籍                 | 受賞回数 |
| ---------------------------------- | -------------------- | -------- |
| ティエリ・アンリ                   | フランス             | 4        |
| モハメド・サラー                   | エジプト             | 4        |
| アラン・シアラー                   | イングランド         | 3        |
| ハリー・ケイン                     | イングランド         | 3        |
| マイケル・オーウェン               | イングランド         | 2        |
| ジミー・フロイド・ハッセルバインク | オランダ             | 2        |
| ディディエ・ドログバ               | コートジボワール     | 2        |
| ロビン・ファン・ペルシ             | オランダ             | 2        |
| アーリング・ハーランド             | ノルウェー           | 2        |
| テディ・シェリンガム               | イングランド         | 1        |
| アンディ・コール                   | イングランド         | 1        |
| ディオン・ダブリン                 | イングランド         | 1        |
| クリス・サットン                   | イングランド         | 1        |
| ドワイト・ヨーク                   | トリニダード・トバゴ | 1        |
| ケヴィン・フィリップス             | イングランド         | 1        |
| ルート・ファン・ニステルローイ     | オランダ             | 1        |
| クリスティアーノ・ロナウド         | ポルトガル           | 1        |
| ニコラ・アネルカ                   | フランス             | 1        |
| ディミタール・ベルバトフ           | ブルガリア           | 1        |
| カルロス・テベス                   | アルゼンチン         | 1        |
| ルイス・スアレス                   | ウルグアイ           | 1        |
| セルヒオ・アグエロ                 | アルゼンチン         | 1        |
| ピエール＝エメリク・オーバメヤン   | ガボン               | 1        |
| サディオ・マネ                     | セネガル             | 1        |
| ジェイミー・ヴァーディ             | イングランド         | 1        |
| ソン・フンミン                     | 韓国                 | 1        |

## クラブ別受賞回数
2024-25シーズン終了時点
| クラブ                       | 受賞回数 | 受賞人数 |
| ---------------------------- | -------- | -------- |
| リヴァプール                 | 8        | 5        |
| アーセナル                   | 6        | 3        |
| マンチェスター・ユナイテッド | 5        | 5        |
| トッテナム・ホットスパー     | 5        | 3        |
| チェルシー                   | 4        | 3        |
| マンチェスター・シティ       | 4        | 3        |
| ブラックバーン・ローヴァーズ | 3        | 2        |
| ニューカッスル・ユナイテッド | 2        | 2        |
| コヴェントリー・シティ       | 1        | 1        |
| リーズ・ユナイテッド         | 1        | 1        |
| サンダーランド               | 1        | 1        |
| レスター・シティ             | 1        | 1        |